# Drosophila promeridiana
Drosophila promeridiana är en tvåvingeart som beskrevs av Wasserman 1962. Drosophila promeridiana ingår i släktet Drosophila och familjen daggflugor.
Artens utbredningsområde är Colombia.